# Старе місто (Баку)
Старе місто або Внутрішнє місто (азерб. İçərişəhər — Ічер́і Шех́ер) — історичний центр Баку. У грудні 2000 року Старе місто Баку, в тому числі Палац Ширваншахів і Дівоча вежа, стало першим місцем в Азербайджані визнаним за об'єкт всесвітньої культурної спадщини ЮНЕСКО.

## Розташування
«Ічері Шехер» розташований на невисокому пагорбі, біля берегів Каспійського моря. Він оточений фортечними мурами, висота яких сягає 8-10 метрів, а товщина — 3,5 метри.

## Історія

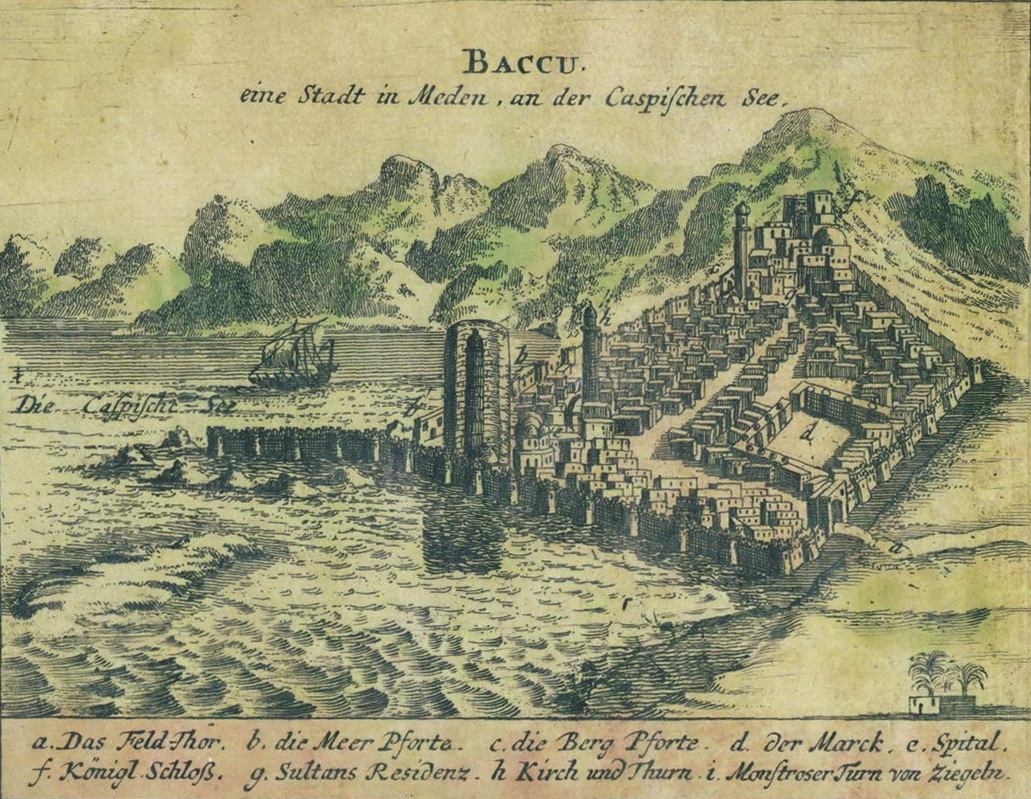
Баку на малюнку Е. Кемпфера 1630 р. з атласу Хоффмана 1734 р.

Ічері Шехер — одне з найбільш густонаселених місць Середнього Сходу. Розкопки археологів вказують на те, що район був заселений ще в бронзову добу. До початку XIX століття власне цей квартал, населений кількома тисячами людей, і становив усе місто Баку.
До того, як відбулося різке зниження рівня Каспію, фортечні стіни омивалися морем. У фортеці збереглася велика кількість пам'яток, що ілюструють практично всі періоди розвитку азербайджанської середньовічної архітектури У самій фортеці були свої квартали, спочатку заселені за деякими загальними ознаками: Агшалварлилар (сім'ї тих, що вчинили хадж), Гямічілар («човнярі»), Арабачілар («візники»), Амамчілар («банники»), Сеідлар (нащадки пророка Мухаммеда), Джухуд-Зейналлилар (єврейський квартал) та ін. У місто можна було в'їхати через Шемахинські (XII століття) і Сальянські ворота. З кінця XIX століття було побудовано ще кілька воріт. У різний час будівельники та археологи виявляли старовинні мережі сполучених підземних ходів.
Комплекс Ічері Шехер отримав статус історико-архітектурного заповідника в 1977 році.
У грудні 2000 року Ічері Шехер разом із Дівочої вежею і комплексом Палацу Ширваншахів включені до списку пам'яток Світової культурної спадщини ЮНЕСКО. Сьогодні Ічері Шехер є перлиною загальнолюдської культурної спадщини.
Поруч розташована станція метро з однойменною назвою.

## Ічері Шехер у культурі
Ічері Шехер зображений на зворотній стороні купюри 10 манатів.
В Ічері Шехер знімалася частина відомих радянських фільмів: «Діамантова рука», «Людина-амфібія», «Айболить-66», «Тегеран-43», «Не бійся, я з тобою».

## Галерея

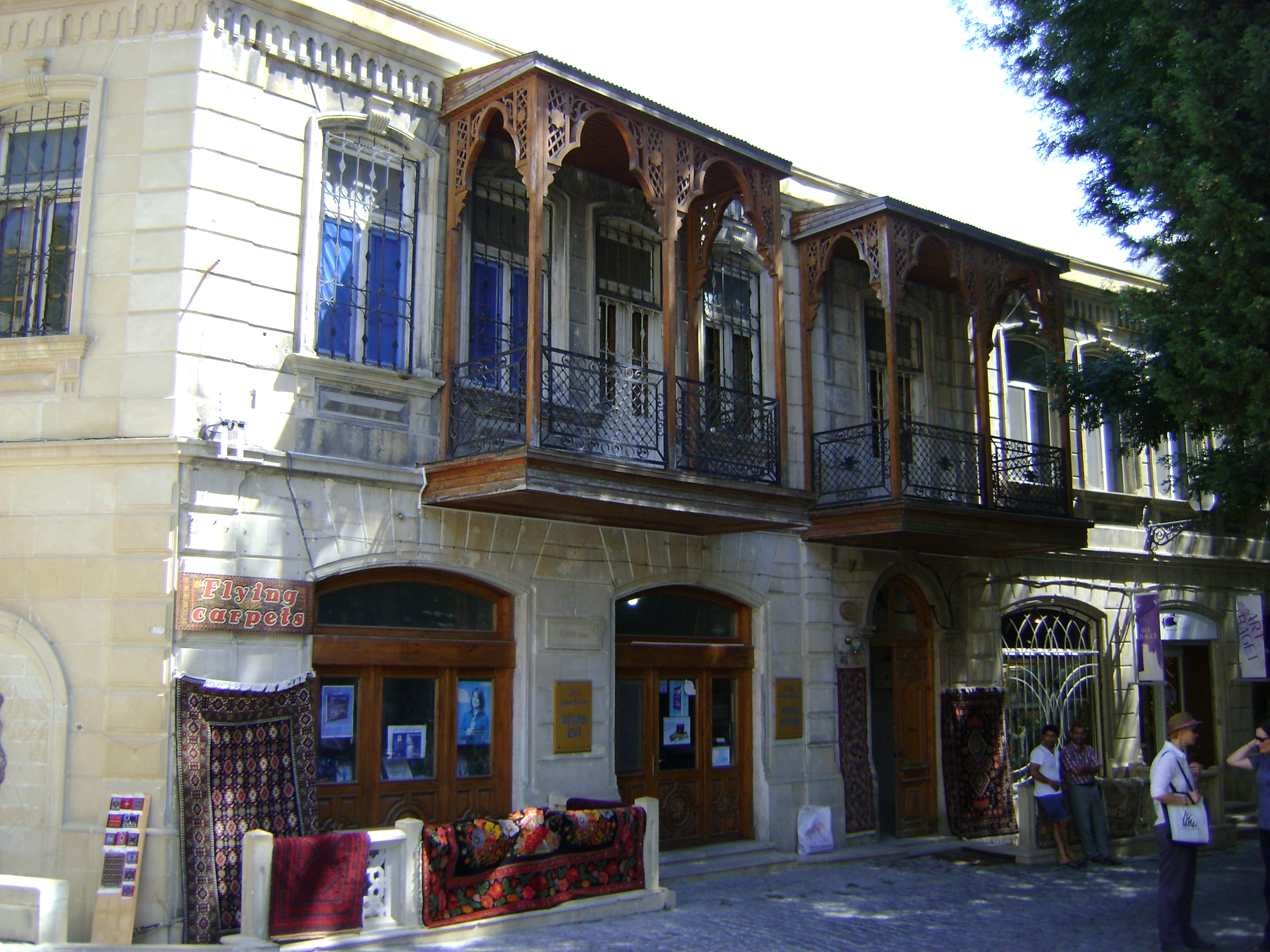
Будинок з балконами біля Дівочої вежі.
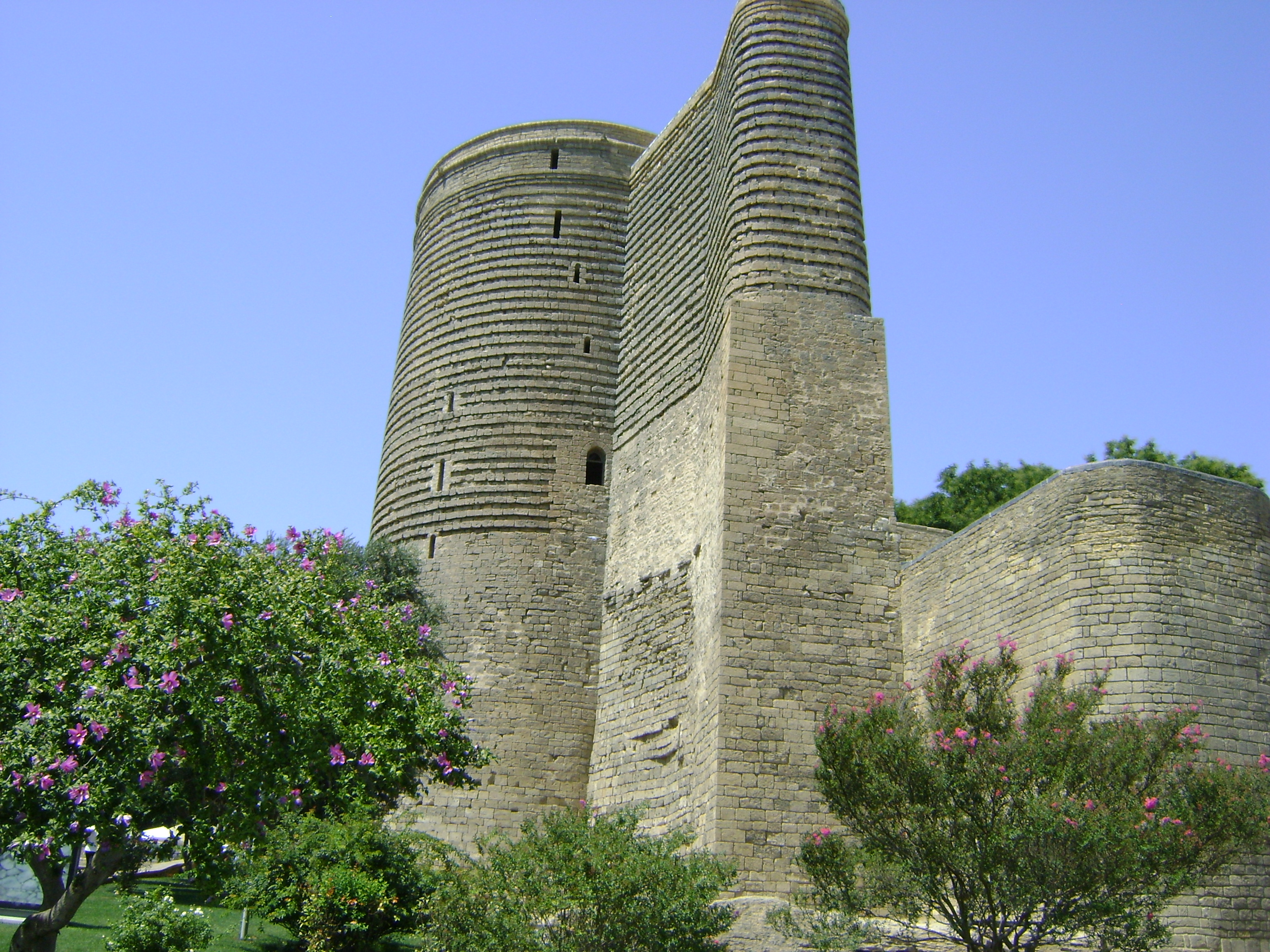
Дівоча вежа.
Вулиця, що уславилася фільмом «Діамантова рука». Вулиця, що уславилася фільмом «Діамантова рука».
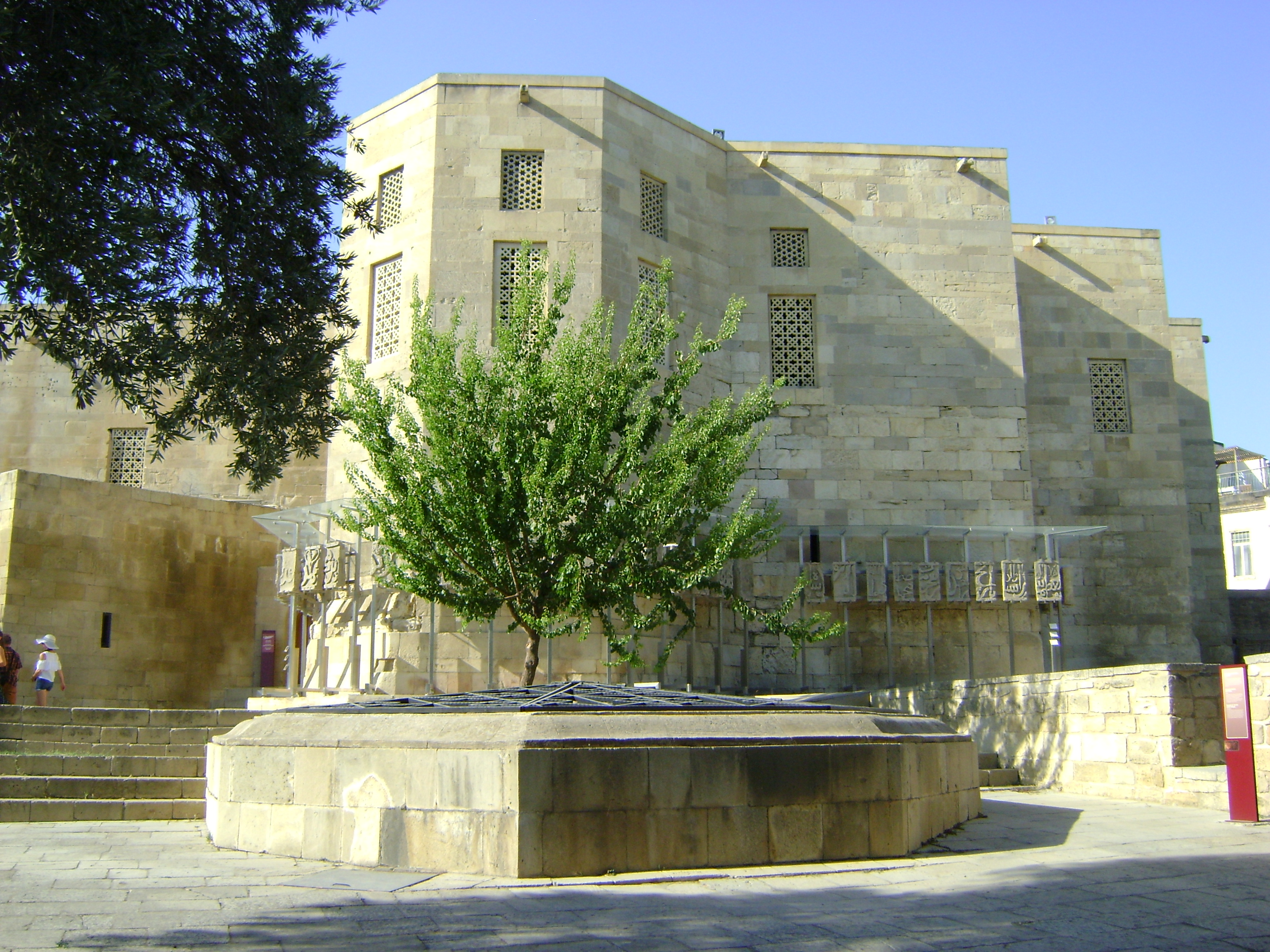
Палац Ширваншахів.
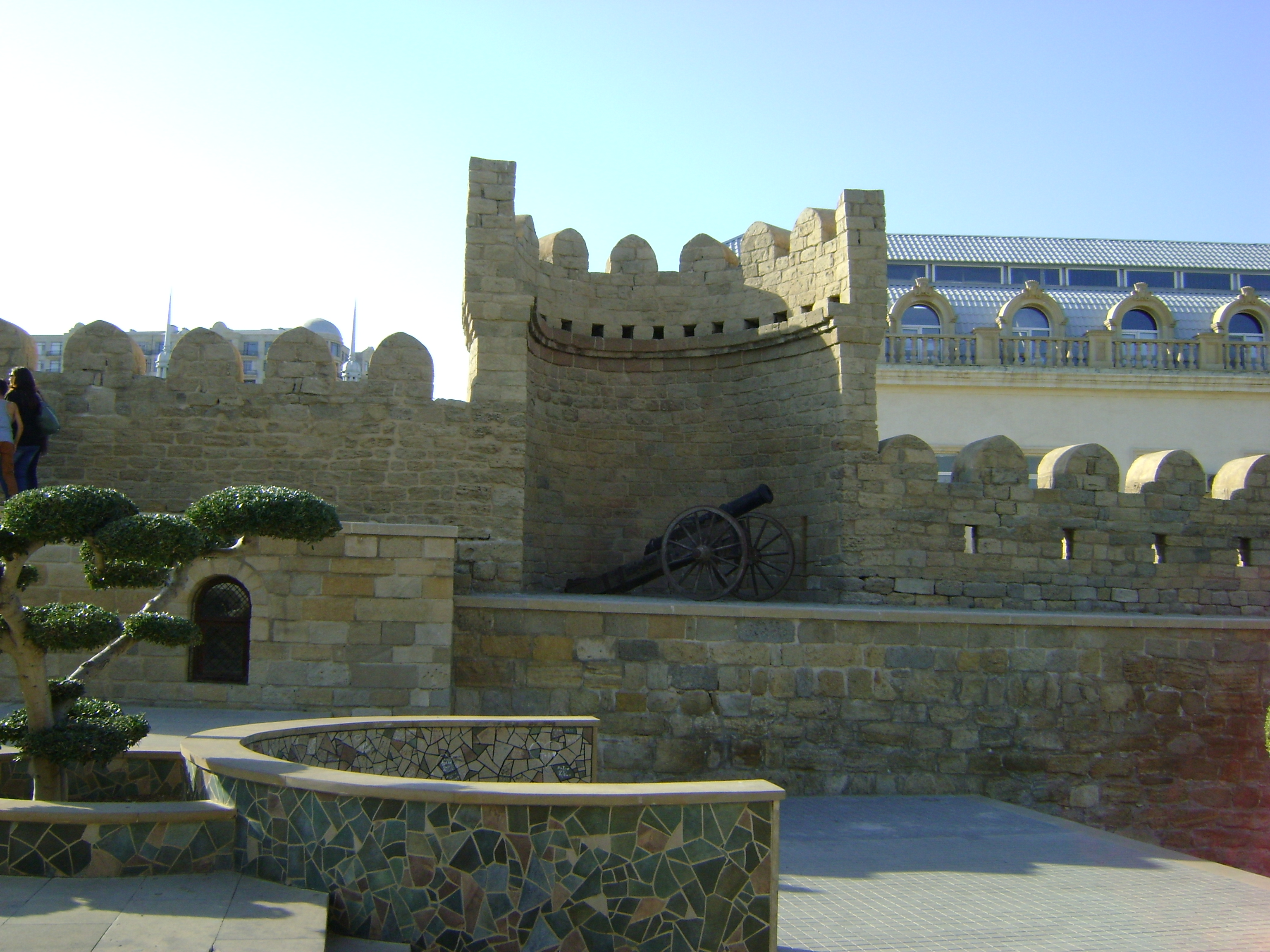
Гармата на фортечній вежі.